# Хун, Карл
Карл Фридрих Хун (нем. Carl Friedrich Chun; 1 октября 1852, Хёхст — 11 апреля 1914, Лейпциг) — немецкий биолог.

## Биография
Изучал зоологию в Лейпцигском университете, после работал в Кёнигсберге и Вроцлаве. Получил звание профессора биологии в 1892 году в родном университете.
Карл Хун был инициатором и руководителем немецкой глубоководной экспедиции, стартовавшей 1 августа 1898 года в Гамбурге. Учёный посетил острова Буве, Кергелен и некоторые другие в морях Субантарктики и прибыл обратно в Гамбург 30 апреля 1899 года.
Зоолог специализировался на изучении головоногих и планктона. Карл Хун открыл и описал уникального моллюска — адского вампира (Vampyroteuthis infernalis).

## Награды
- Медаль Котениуса (1911)

## Работы
- Die Ctenophoren des Golfes von Neapel und der angrenzenden Meeres-Abschnitte: eine Monographie. Fauna und Flora des Golfes von Neapel und der angrenzenden Meeres-Abschnitte hrsg. von der Zoologischen Station zu Neapel, 1: XVIII, 313 S., Stazione Zoologica Napoli, Leipzig: Engelmann, 1880
- Katechismus der Mikroskopie. Webers illustrierte Katechismen. 138 S., Leipzig: S.Weber, 1885
- Die pelagische Thierwelt in grösseren Meerestiefen und ihre Beziehungen zu der Oberflächenfauna. Bibliotheca Zoologica 1 (1): 66 S., Cassel: Fischer, 1887
- Die Beziehungen zwischen dem arktischen und antarktischen Plankton. 64 S., Stuttgart: Nägele, 1897
- Aus den Tiefen des Weltmeeres. 1. Auflage, 549 S., Jena: Fischer, 1900
- Aus den Tiefen des Weltmeeres. 2. Auflage, 592 S., Jena: Fischer, 1903
- Die Cephalopoden T. 1: Oegopsida. Wissenschaftliche Ergebnisse der deutschen Tiefseeexpedition auf dem Dampfer Valdivia 1898—1899, 18(1), Jena: Fischer, 1910
- Die Cephalopoden T. 2: Myopsida, Octopoda. Wissenschaftliche Ergebnisse der deutschen Tiefseeexpedition auf dem Dampfer Valdivia 1898—1899, 18(2), Jena: Fischer, 1910